# Герхард Брайтенбергер
Герхард Брайтенбергер (нім. Gerhard Breitenberger, нар. 14 жовтня 1954, Голлінг-ан-дер-Зальцах) — австрійський футболіст, що грав на позиції захисника.
Виступав, зокрема, за «Аустрію» (Зальцбург), а також національну збірну Австрії.

## Клубна кар'єра
У дорослому футболі дебютував 1974 року виступами за команду «ВОЕСТ Лінц», в якій провів чотири сезони, взявши участь у 91 матчі чемпіонату.
Після чемпіонату світу 1978 року Герхард прийняв пропозицію бельгійського клубу другого дивізіону «Расінг Мехелен», але через кілька місяців повернувся до Австрії, ставши гравцем «Аустрії» (Зальцбург). Брайтенбергер залишався тут до кінця сезону 1984/85, за результатами якого клуб покинув Бундеслігу, після чого завершив ігрову кар'єру. Найбільшими успіхами на клубному рівні стали досягнення фіналу Кубка Австрії у 1980 та 1981 роках, але обидва вони були програні «Аустрією».

## Виступи за збірну
15 грудня 1976 року дебютував в офіційних матчах у складі національної збірної Австрії в товариській грі проти Ізраїлю (3:1).
У складі збірної був учасником чемпіонату світу 1978 року в Аргентині, на якому зіграв у перших чотирьох матчах з Іспанією (2:1), Швецією (1:0), Бразилією (0:1) та Нідерландами (1:5), а його команда не подолала другий груповий етап.
Загалом протягом кар'єри у національній команді, яка тривала 3 роки, провів у її формі 15 матчів.